# Liste der Biografien/Mase
Liste der Biografien |
Portal Biografien |
Personensuche
# |
A |
B |
C |
D |
E |
F |
G |
H |
I |
J |
K |
L |
M |
N |
O |
P |
Q |
R |
S |
T |
U |
V |
W |
X |
Y |
Z |
?
 
Ma |
Mb |
Mc |
Md |
Me |
Mf |
Mg |
Mh |
Mi |
Mj |
Mk |
Ml |
Mm |
Mn |
Mo |
Mp |
Mq |
Mr |
Ms |
Mt |
Mu |
Mv |
Mw |
Mx |
My |
Mz
 
Maa |
Mab |
Mac |
Mad |
Mae |
Maf |
Mag |
Mah |
Mai |
Maj |
Mak |
Mal |
Mam |
Man |
Mao |
Map |
Maq |
Mar |
Mas |
Mat |
Mau |
Mav |
Maw |
Max |
May |
Maz
 
Masa |
Masb |
Masc |
Masd |
Mase |
Masg |
Mash |
Masi |
Masj |
Mask |
Masl |
Masm |
Masn |
Maso |
Masp |
Masq |
Masr |
Mass |
Mast |
Masu |
Masv |
Masw |
Masy |
Masz
Die Liste der Biografien führt alle Personen auf, die in der deutschsprachigen Wikipedia einen Artikel haben. Dieses ist eine Teilliste mit 72 Einträgen von Personen, deren Namen mit den Buchstaben „Mase“ beginnt.

## Mase
- Mase (* 1977), US-amerikanischer Rapper
- Masé, Elisabeth (* 1959), Schweizer Künstlerin und Schriftstellerin
- Masè, Marino (1939–2022), italienischer Schauspieler
- Mase, Shūichi (* 1973), japanischer Fußballspieler
- Mase, Takumi (* 1998), japanischer Fußballspieler

### Maseb
- Masebo, Sylvia (* 1963), Minister für Lokale Regierung und Liegenschaften von Sambia

### Masec
- Masecki, Marcin (* 1982), polnischer Pianist und Komponist
- Masecovius, Christian (1673–1732), deutscher lutherischer Theologe

### Masee
- Maseela, Motlatsi (* 1971), lesothischer Leichtathlet

### Masef
- Masefield, John (1878–1967), britischer Schriftsteller

### Maseh
- Masehla, Tebogo (* 1979), südafrikanische Hindernisläuferin

### Masei
- Masei, Micah (* 1999), US-amerikanischer Schwimmer

### Masej
- Masejkin, Aljaksandr (* 1961), sowjetisch-belarussischer Handballspieler

### Masek
- Mašek, Albín (1804–1878), tschechischer Komponist
- Mašek, Dominik (* 1995), tschechischer Fußballspieler
- Mašek, Ervín (* 1967), tschechisch-deutscher Eishockeyspieler
- Mašek, Gašpar (1794–1873), tschechischer Komponist
- Mašek, Jiří (* 1978), tschechischer Fußballspieler
- Mašek, Kamilo (1831–1859), slowenischer Komponist
- Mašek, Karel (1867–1922), tschechischer Schriftsteller und Dichter
- Mašek, Karel Vítězslav (1865–1927), tschechischer Maler, Illustrator und Architekt
- Mašek, Otakar, tschechischer Illustrator, Fotograf und Autor
- Mašek, Pavel (1761–1826), tschechischer Komponist
- Mašek, Václav (* 1941), tschechischer Fußballspieler
- Mašek, Vincenc (1755–1831), böhmischer Komponist
- Masekela, Barbara (* 1941), südafrikanische Lehrerin, Dichterin, Politikerin und Diplomatin
- Masekela, Hugh (1939–2018), südafrikanischer MusikerHugh Masekela (1939–2018)

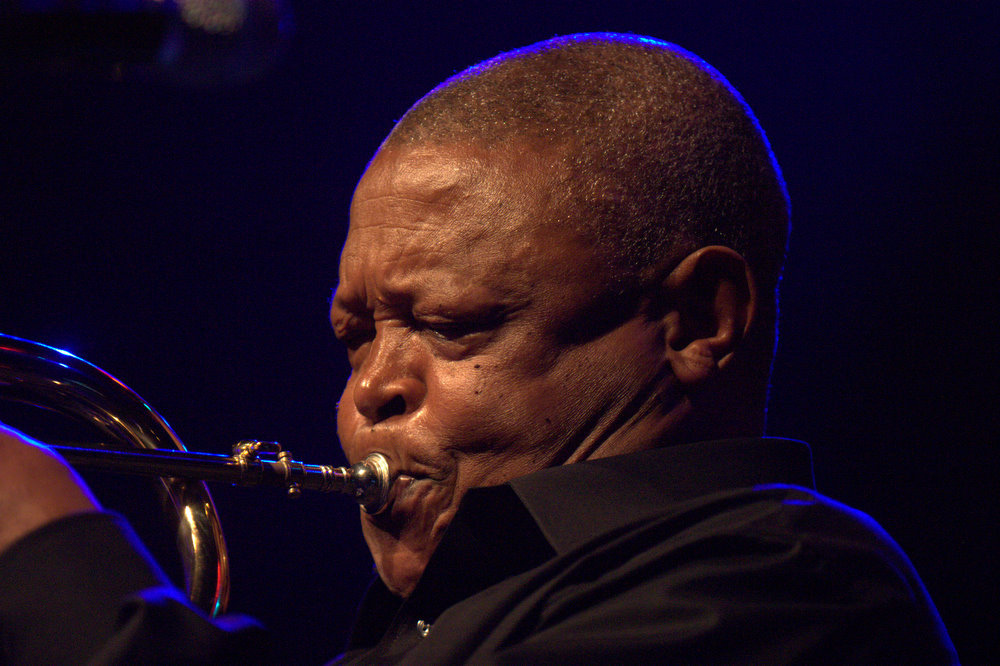
Hugh Masekela (1939–2018)

- Maseko, Thulani (1970–2023), Rechtsanwalt in Eswatini, Menschenrechtsaktivist
- Maseko, Zola (* 1967), südafrikanischer Filmemacher

### Masel
- Masel, Isaak Jakowlewitsch (1911–1945), sowjetischer Schachspieler
- Masela, Jeremiah Madimetja (* 1958), südafrikanischer Geistlicher und Bischof von Polokwane
- Masele, Stephen (* 1979), tansanischer Politiker
- Masell, Lars (* 1981), deutscher Basketballtrainer
- Masella, Rafael (1922–2006), kanadischer Klarinettist, Musikpädagoge und Komponist
- Maselli, Francesco (1930–2023), italienischer Filmregisseur und Drehbuchautor

### Masem
- Masemann, Heino (* 1961), deutscher evangelisch-lutherischer Theologe und Pfarrer
- Masemola, Manche (1913–1928), südafrikanische Märtyrerin

### Masen
- Masen, Jacob (1606–1681), jesuitischer Literaturtheoretiker, Schriftsteller, Poet und Historiker des Barock
- Maseng Nalo, Alfred († 2004), vanuatuischer Staatspräsident
- Masengo Mkinda, Valentin (1940–2018), kongolesischer Geistlicher und römisch-katholischer Bischof von Kabinda

### Masep
- Masepa, Issaak (1884–1952), ukrainischer Politiker, Mitglied des Zentralkomitees der Ukrainischen sozialdemokratischen Arbeiterpartei
- Masepa, Iwan (1639–1709), ukrainischer Hetman
- Masepa-Sinhalewytsch, Natalija (1882–1945), ukrainische Bakteriologin und politische Aktivistin
- Masepin, Dmitri (* 1968), belarussisch-russischer Oligarch
- Masepin, Nikita Dmitrijewitsch (* 1999), russischer AutomobilrennfahrerNikita Dmitrijewitsch Masepin (* 1999)

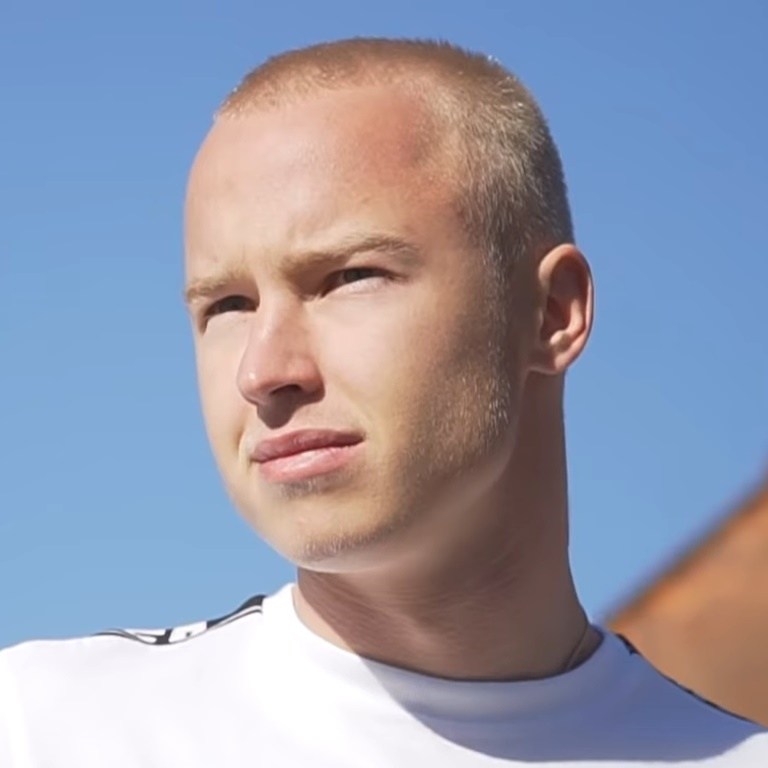
Nikita Dmitrijewitsch Masepin (* 1999)

### Maser
- Maser, Friedrich (1889–1976), deutscher Kaufmann und Senator
- Mäser, Heinrich Julius (1848–1918), deutscher Buchdrucker und Verleger in Leipzig
- Maser, Hugo (1912–1989), deutscher Pfarrer und Senator (Bayern)
- Mäser, Ina (* 1977), deutsche Volleyballspielerin
- Mäser, Karl Gottfried (1828–1901), deutscher mormonischer Theologe und Pädagoge
- Mäser, Klaus (1932–2008), deutscher Diplomat
- Maser, Peter (* 1943), deutscher evangelischer Kirchenhistoriker
- Mäser, Rolf (1925–2007), deutscher Jagdflieger, Theaterwissenschaftler, Museumsdirektor, Puppenspieler und Moderator
- Maser, Siegfried (1938–2016), deutscher Philosoph, Mathematiker und Physiker
- Maser, Werner (1922–2007), deutscher Historiker
- Maseras i Ribera, María Elena (1853–1905), spanische Medizinerin und Lehrerin
- Maserati, Alfieri (1887–1932), italienischer Automobilingenieur und -rennfahrerAlfieri Maserati (1887–1932)

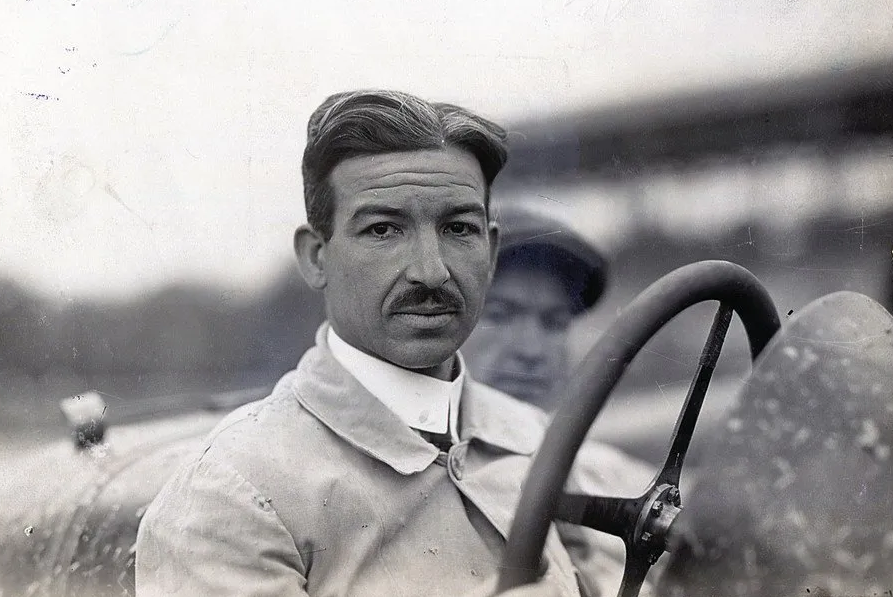
Alfieri Maserati (1887–1932)

- Maserati, Bindo (1883–1980), italienischer Ingenieur, Unternehmer und Automobilrennfahrer
- Maserati, Carlo (1881–1910), italienischer Ingenieur, Motorrad- und Automobilrennfahrer
- Maserati, Ernesto (1898–1975), italienischer Automobilrennfahrer, Ingenieur und Unternehmer
- Maserati, Ettore (1894–1990), italienischer Ingenieur und Unternehmer
- Masereel, Frans (1889–1972), belgischer Maler
- Maseri, Attilio (1935–2021), italienischer Kardiologe
- Maseribane, Sekhonyana Nehemia (1918–1986), lesothischer Politiker, Premierminister von Lesotho

### Maset
- Maset, Pierangelo (* 1954), deutscher Autor, Musiker und Hochschullehrer
- Maseti, Miyanda (* 2005), südafrikanische Radrennfahrerin
- Masetti, Gaia (* 2001), italienische Radrennfahrerin
- Masetti, Giulio (1894–1926), italienischer Adeliger und Automobilrennfahrer
- Masetti, Glauco (1922–2001), italienischer Jazzmusiker (Saxophone, Klarinette)
- Masetti, Guido (1907–1993), italienischer Fußballtorhüter
- Masetti, Umberto (1926–2006), italienischer Motorradrennfahrer
- Masetto, Guido (1914–2000), Schweizer Bergsteiger